# 1702
1702 (MDCCII) var ett normalår som började en söndag i den gregorianska kalendern och ett normalår som började en torsdag i den julianska kalendern samt ett normalår som började en onsdag i den svenska kalendern.

## Händelser

### Januari
- 27 januari – Karl XII:s armé bryter upp från Kurland för att rycka in i Polen. Därmed inleds den del av stora nordiska kriget som benämns polska fälttåget (1702–1707).

### Februari
- Februari – Svenskarna går in i Polen.

### Mars
- 8 mars – Vid Vilhelm III:s död efterträds han som kung av England, Skottland och Irland av sin svägerska Anna, som därmed blir den sista regerande drottningen över England och Skottland. 1707 förenas nämligen dessa länder i realunion och bildar Kungariket Storbritannien, som Anna då blir regerande drottning över. Irland förblir ett eget kungarike till 1801.
- 11 mars – Storbritanniens första dagstidning The Daily Courant börjar ges ut.

### Maj
- 15 maj – Uppsala brinner ner, varvid bland annat Olof Rudbeck d.ä:s ofullbordade livsverk, det botaniska planschverket Campus Elysii, förstörs.[1]

### Juli
- 9 juli (SS) – Svenskarna besegrar polackerna i slaget vid Klissow, varvid Karl XII:s svåger, hertigen av Holstein, stupar.
- 12 juli – Svenskarna besegras av ryssarna i det första sjöslaget på Peipus.
- 19 juli – Svenskarna besegras av ryssarna i slaget vid Hummelshof.
- 31 juli – Kraków erövras av svenskarna.

### Oktober
- 13 oktober – Nöteborg intas av ryssarna, som ödelägger Livland. De svenska garnisonerna i Dorpat och Riga får försörjningssvårigheter.

## Födda
- 10 februari – Carlo Marchionni, italiensk arkitekt och skulptör.
- 22 december – Jean-Étienne Liotard, schweizisk pastell- och miniatyrmålare.
- Margareta Momma, holländsk-svensk skribent
- Eleonora Barbapiccola, italiensk poet, översättare och feminist.

## Avlidna
- 8 mars – Vilhelm III, kung av England, Skottland och Irland sedan 1689, samregent med Maria II 1689–1694, och prinsgemål av dessa länder 1689–1694 (gift med Maria II)
- 18 april – Knud Thott, danskt gehejmeråd.
- 23 april - Margaret Fell, engelsk kväkare och religiös ledargestalt.
- 10 maj – Antonio Gherardi, italiensk målare och arkitekt.
- 12 juli – Bengt Gabrielsson Oxenstierna svensk greve, diplomat, ämbetsman och riksråd samt kanslipresident sedan 1680.
- 17 september – Olof Rudbeck d.ä., svensk naturforskare, historiker med mera.

### Fotnoter
1. ↑  ”Värmlands brandhistoriska klubb”. Arkiverad från originalet den 12 oktober 2011. https://www.webcitation.org/62NB7kO36?url=http://www.brandhistoriska.org/olyckor_se.html. Läst 25 mars 2011.